# Desperado (album)
Pour les articles homonymes, voir Desperado.
Albums de The Eagles
The Eagles
(1972) On the Border
(1974)
Desperado est le deuxième album studio des Eagles, sorti en 1973.
Il a reçu le Grammy Hall of Fame Award en 2000.

## Liste des chansons
- Doolin' Dalton (Jackson Browne, Frey, Henley, J.D. Souther) - 3:26
- Twenty One (Bernie Leadon) - 2:11
- Out of control (Frey, Henley, Tom Nixon) - 3:04
- Tequila Sunrise - 2:52
- Desperado (Frey, Henley) - 3:33
- Certain kind of fool (Frey, Henley, Meisner) - 3:02
- Doolin' Dalton Instrumental (Browne, Frey, Henley, J.D. Souther) - 0:48
- Outlaw Man (David Blue) - 3:34
- Saturday night (Frey, Henley, Leadon, Meisner)
- Bitter creek (Bernie Leadon) - 5:00
- Doolin-Dalton/Desperado (Reprise) (Browne, Frey, Henley, Souther) - 4:50

## Musiciens
- Glenn Frey - chant, guitare, claviers, harmonica
- Bernie Leadon - chant, guitare, banjo, mandoline, dobro
- Randy Meisner - chant, basse
- Don Henley - chant, batterie, guitare acoustique

## Certifications
| Pays              | Certification | Unités certifiées |
| ----------------- | ------------- | ----------------- |
| États-Unis (RIAA) | 2 × Platine   | 2 000 000         |
| Royaume-Uni (BPI) | Argent        | 60 000            |